# Museo Regional de Durango
El "Museo Regional de Durango-UJED Ángel Rodríguez Solórzano" o también conocido como "Museo Regional de Durango" es un museo que se encuentra en Victoria de Durango, en una casona que data de aproximadamente el siglo XIX con estilo francés. 
En este museo existen algunas salas que representan el desarrollo de la región a través del tiempo. Además, exhiben ciertas colecciones de pinturas, muebles, piezas antiguas e incluso documentos, y otras más de éstas dedicadas para exposiciones temporales, una biblioteca y un auditorio.

## Museo
Este recinto es un espacio que ayuda a la difusión del patrimonio cultural del estado. Uno de sus objetivos es hacer que el visitante adquiera conocimiento de lo que ha sido Durango en aspectos prehistóricos, coloniales, arqueológicos, geológicos e incluso algunos problemas políticos. Además, se exponen temas como:  
- Intervenciones extranjeras.
- La Reforma.
- Porfiriato.
- La Revolución.
- Rebelión cristera.
- Actualidad de Durango.
- Cultura tepehuana.

### Construcción
El museo se erigió durante finales del siglo XIX como la casa del señor Francisco Gómez Palacio, quien después fue gobernador de Durango (1880 - 1883). 
Este inmueble ha sido usado de distintas maneras, las cuales han sido:  
- Biblioteca pública.
- Pagaduría de tropas revolucionarias.
- Juzgado.
- Escuela.
- Presidencia del Ayuntamiento.
- Sede del Supremo Tribunal de Justicia.

Actualmente, este sitio pertenece a la Universidad Juárez del Estado de Durango (UJED).

### Sitios arqueológicos
También se exhiben algunos restos arqueológicos de la cultura perteneciente a Aztatlán. Además, se exponen diferentes artefactos usados para modificar tanto los cráneos como los dientes.

### La colonia
Se encuentra una maqueta hecha por un artesado de nombre José Hernández, la cual es una réplica de la Catedral de Durango. En esta sala se exhiben pinturas del siglo XVIII. También existe otra sala dedicada al período Independencia, donde hay un busto de Miguel Hidalgo y Costilla.
Entre las colecciones del Museo también se encuentra un fondo bibliográfico de carácter antiguo dentro del que destaca el tema médico en sus áreas de oftalmología, pediatría, medicina legal, fisiología, entre otros. En esta biblioteca también se albergan obras que provienen de las colecciones del Marqués de Castañiza y de José Fernando Ramírez.
El Museo también resguarda un archivo, una fototeca y una hemeroteca.